# 松崎観海
松崎  観海（まつざき かんかい、1725年6月14日（享保10年5月4日）- 1776年1月14日（安永4年12月23日））は、江戸時代中期の儒学者、漢詩人である。名は惟時、字は君脩（君修とも）、子黙。通称は才蔵。

## 経歴・人物
丹波の篠山藩士であった松崎観瀾の子として生まれる。幼年期より父から儒学を学び、後に江戸で太宰春台及び高野蘭亭の門人となった。儒学以外にも漢文等の詩歌や剣術を武藤良夫から学んだ。
1746年（延享3年）、父が篠山藩付の松平家の家老を勇退した事により、観海を後継者として継がせた。観海が学んだ儒学や詩歌は後に多くの儒学者に反響を及んだ。

## 主な著作物
- 『観海（先生）集』- 詩文集[1][2][3]。